# Kosovska
La rue Kosovska (en serbe cyrillique : Косовска), la rue du Kosovo, est une rue de Belgrade, la capitale de la Serbie, située dans la municipalité urbaine de Stari grad.

## Parcours
La rue Kosovska commence au niveau de la rue Nušićeva et s'oriente vers le sud-ouest. Elle croise, sur sa gauche, la rue Kondina puis la rue Vlajkovićeva ; elle laisse sur sa gauche la rue Palmotićeva et début sur la rue Takovska.

## Architecture
Le bâtiment le plus remarquable de la rue Kosovska est l'ancien central téléphonique de Belgrade ; il a été construit en 1908 par Branko Tanazević dans un style mêlant l'Art nouveau et le style serbo-byzantin et il figure sur la liste des monuments culturels de grande importance de la république de Serbie et sur la liste des biens culturels protégés de la ville de Belgrade

## Culture
Au n° 11 de la rue se trouvent les Archives du film yougoslave.

## Éducation
L'école élémentaire Drinka Pavlović est située au n° 19.

## Économie
L'Hotel Union est situé au n° 11 de la rue.
La société Makler Invest, une société de courtage, a son siège social au n° 17.
Un supermarché Mini Maxi se trouve au n° 33.